# Madagali
Madagali ou Madagli, (en Yoruba Agbègbè Ìjọba Ìbílẹ̀ Madagali), est une zone de gouvernement local et une ville dans l'État d'Adamawa au Nigeria.
La zone de gouvernement local est créée en 1991. Elle est bordée au nord par la zone de gouvernement local Michika, celle d'Askira/Uba à l'ouest, celle de Gwoza au sud et le Cameroun à l'est.
En septembre 2012, un commandant de Boko Haram est tué à Madgali par les forces gouvernementales nigérianes et 156 arrestations ont lieu dans le cadre de l'opération Restore Sanity.
Boko Haram s'empare de la ville en août 2014. En septembre 2014, les habitants de Madagali, Gulak et Michika fuient vers les zones montagneuses et la ville de Mubi, à la suite d'une tentative, par les troupes gouvernementales, de reprendre la ville aux insurgés.

## Source
- (en) Cet article est partiellement ou en totalité issu de l’article de Wikipédia en anglais intitulé « Madagali » (voir la liste des auteurs).